# Rifugio Alpe Sponda
Das Rifugio Alpe Sponda (deutsch Spondahütte) ist eine Schutzhütte im Val Chironico, einem Seitental des Valle Leventina, auf dem Gebiet des Dorfes Chironico im Kanton Tessin. Sie steht auf einer Höhe von 2000 m ü. M. auf der Südseite des Pizzo Forno und in der Kette der Lepontinischen Alpen.

## Geschichte
Die erste Hütte wurde 1948 eingeweiht. Sie wurde 1975 durch eine Lawine zerstört, mit der freiwilligen Hilfe von Mitgliedern wieder aufgebaut und 1977 neu eröffnet. 2012 wurde sie erweitert und mit einem Panorama-Essraum  und modernen Sanitäranlagen versehen. Sie gehört zur Sektion SAT Chiasso der Società Alpinistica Ticinese (SAT) und dem Dachverband Federazione Alpinistica Ticinese (FAT).
Der dreistöckige Steinbau verfügt über zwei Aufenthalts- und Essräume. Die beiden Küchen sind mit Holz- und Gasherd und Kochgeschirr ausgerüstet. Die 46 Betten sind auf vier Schlafsäle aufgeteilt. Die Aussenterrasse verfügt über Tische und einen Brunnen.
Die Hütte ist ganzjährig offen und ist an Sommerwochenenden bewartet.
Die Hütte ist Etappenort der fünften Etappe des Höhenwegs Via Alta Idra, der in 12 Etappen von der Quelle des Flusses Tessin bis zu seiner Mündung in den Lago Maggiore führt.
Chironico gilt als einer der berühmtesten Boulder-Hotspots Europas.

## Zustiege
- Von Chironico via Cára in 3 ¾ Stunden Gehzeit (Schwierigkeitsgrad T2). Chironico ist mit öffentlichen Verkehrsmitteln erreichbar.
- Im Winter: von Chironico in 4 ½ Stunden (ZS-)

## Nachbarhütten und Übergänge
- Capanna Campo Tencia in 3 ½ Stunden (T2, WS+).
- Capanna Cògnora über den Passo di Piatto (2111 m ü. M.) in 5 Stunden (weiss-blau-weiss markierter Alpinweg).
- Capanna Barone über den Bassa del Barone (2585 m ü. M.) in 6 Stunden (Alpinweg).
- Capanna Sovèltra über den Passo Sovèltra (2875 m ü. M.) in 6 Stunden (Alpinweg). Die Hütte ist wegen einem Brandunfall auf unbestimmte Zeit geschlossen (Stand: Juni 2024).

## Aufstieg
- Pizzo Barone (2864 m ü. M.) (T4+), als Skitour (ZS+)